# Верхня Дирпа
Верхня Ди́рпа (рос. Верхняя Дырпа) — присілок у складі Кезького району Удмуртії, Росія.

## Населення
Населення — 32 особи (2010; 59в 2002).
Національний склад станом на 2002 рік:
- удмурти — 97 %

## Урбаноніми
- вулиці — Зарічна